# Cikloalkánok

Az első négy monocikloalkán, a ciklopropán, a ciklobután, a ciklopentán és a ciklohexán.

A cikloalkánok (vagy más néven cikloparaffinok) egy vagy több gyűrűt tartalmazó telített szénhidrogének. (A telített szénhidrogének másik csoportját a nyílt láncú alkánok alkotják.) Az egy gyűrűt tartalmazó cikloalkánok neve: monocikloalkán. Ezek a nyílt láncú alkánokból vezethetők le, gondolatban két hidrogénatom elvételével. Homológ sort alkotnak, a legegyszerűbb képviselőjük a ciklopropán. Nevük a velük megegyező szénatomszámú alkán nevéből vezethető le, a ciklo- szó hozzáillesztésével. További monocikloalkánok: ciklobután, ciklopentán, ciklohexán, cikloheptán, ciklooktán. Általános képletük: CnH2n.
A gyűrűk száma alapján a monocikloalkánok mellett di-, tri- és tetracikoalkánokat is megkülönböztetnek. Az egynél több gyűrűt tartalmazó cikloalkánok összefoglaló neve: policikloalkán. A cikloalkánok általános összegképlete CnH2(n-k)+2, ahol n a szénatomszám, k a gyűrűk száma.

## Csoportosításuk és elnevezésük
Az egy gyűrűt tartalmazó cikloalkánok a monocikloalkánok. A több gyűrűt tartalmazó cikloalkánok neve policikloalkán. Ezek az alapján csoportosíthatók, hogy a gyűrűjüknek hány közös atomjuk van.
Léteznek olyan cikloalkánok, amelyek egynél több gyűrűt tartalmaznak, de a gyűrűknek nincs közös atomjuk. Az ilyen cikloalkánok az izolált gyűrűs policikloalkánok. Bennük a gyűrűk vagy közvetlenül, vagy egy vagy több szénatomon keresztül kapcsolódnak össze. Közvetlenül összekapcsolódó gyűrűket tartalmaz például az 1,1'-biciklohexán. Ha a gyűrűk nem közvetlenül kapcsolódnak, nevük a szénhidrogén nevéből képzendő, a kapcsolódó gyűrűket szubsztituensként kell feltüntetni (például 1-ciklohexil-2-ciklopentil-etán).
A spiránok (vagy spirovegyületek) olyan policikloalkánok, amelyekben a két szomszédos gyűrűnek egy közös szénatomja van. A közös szénatom neve: spiroatom. A spiránok nevét a velük megegyező szénatomszámú alkán nevéből kell képezni a spiro- előtaggal. A név után szögletes zárójelben kell feltüntetni a két gyűrű nem közös szénatomjainak a számát.
Ha a gyűrűk két közös atomot tartalmaznak, kondenzált gyűrűs, ha kettőnél többet, áthidalt gyűrűs policikloalkánokról van szó. Nevüket a velük megegyező szénatomszámú nem elágazó láncú alkánok nevéből képzik, ezek biciklo-, triciklo-, tetraciklo- stb. előtagot kapnak a bennük található nem izolált gyűrűk száma alapján.
Egyes policikloalkánok triviális neve aromás vegyületekéből származik (perhidrofenantrén, perhidroantracén).

## Téralkatuk
A cikloalkánok sp3 hibridizációjúak, bennük a kötésszög elvileg 109,47° lenne. A ciklopropánban azonban a szénatomok egy síkban helyezkednek el, a kötésszög a szénatomok között csak 60°, jelentősen kisebb. Emiatt a ciklopropánmolekulában jelentős feszülés lép fel (Baeyer-féle feszülési elmélet), ez növeli a molekula energiatartalmát és reakciókészségét. A ciklobután molekulájában is jelentős az eltérés a normál C-C kötésszöghöz képest. A ciklobutánmolekulában úgy enyhül a feszülés, hogy a molekula elveszti a síkalkatát, a feszültség azonban így is nagy. Ha a ciklopentán gyűrűje sík alkatú lenne, a szénatomok közti kötésszög 108° lenne, tehát a torzulás és a feszültség nem lenne jelentős. Azonban ilyen gyűrű esetén az összes hidrogénatom fedőállásban lenne, ami kedvezőtlen (torziós vagy Pitzer-feszültség). A ciklopentán gyűrűje nem sík-, hanem vagy boríték, vagy csavart alakú. Így a feszültség jelentősen alacsonyabb, a ciklopentán stabilitása nem sokkal kisebb, mint az alkánoké.

### A ciklohexán téralkata

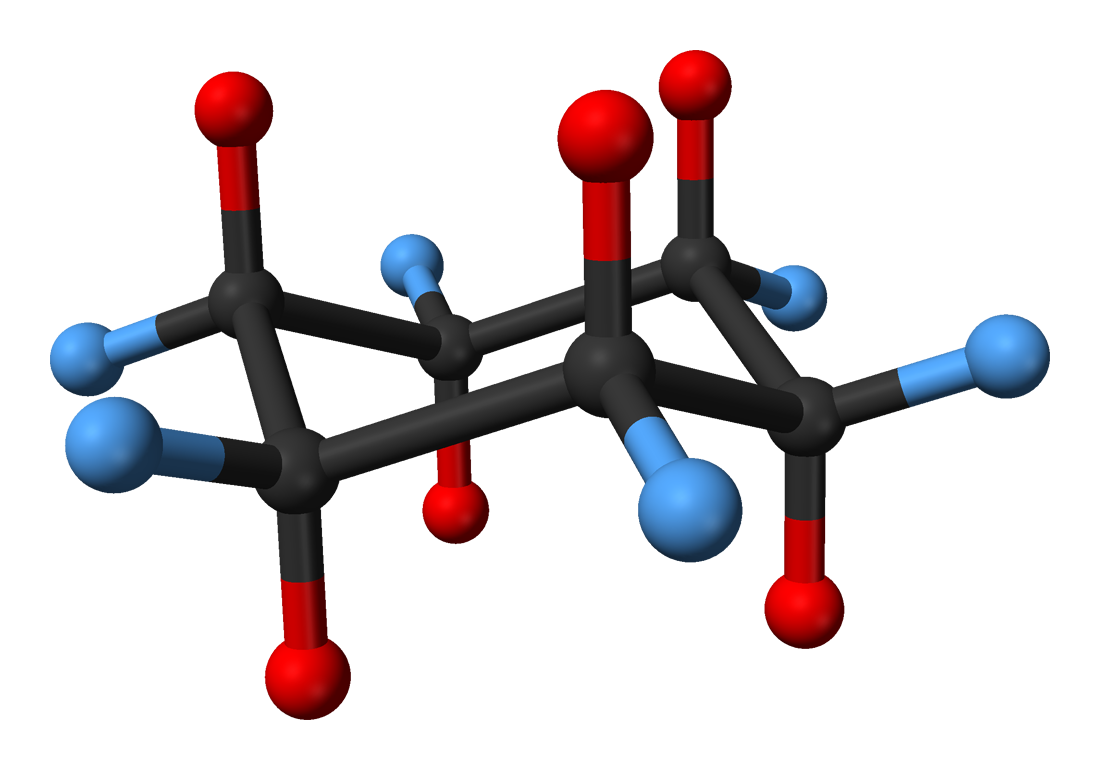
A ciklohexán székalkata. Az axiális helyzetű hidrogénatomok piros, az ekvatoriális helyzetűek kék színnel vannak jelölve.

A ciklohexánnak kétféle olyan gyűrűje is kialakulhat, amelyben nincs eltérés a szénatomra jellemző tetraéderes kötésirányoktól. Ezek neve szék-, illetve kádalkat. Ezek konformerek, egymásba könnyen átalakulhatnak. Egymástól ugyanúgy nem különíthetők el, mint az etán nyitott és fedő állása. A kettő közül a székalkat a kedvezőbb, benne az összes CH2 csoport az energetikailag kedvezőbb nyitott állásban van, a kádalkatú gyűrűben egymáshoz képest fedőállású CH2 csoportok is találhatók. A kádalkatú ciklohexánnak nagyobb az energiatartalma, mint a székalkatúnak, a kádalkat energiatartalmát az is növeli, hogy benne két hidrogénatom nagyon közel kerül egymáshoz. Emiatt csavart kád konformáció alakul ki. A cikohexánban a szék és a csavart kád alkatú molekulák mólaránya körülbelül 2000:1. A székalkatú ciklohexánmolekulában minden hidrogénatom axiális vagy ekvatoriális helyzetben lehet. Az axiális hidrogénatomok a gyűrű síkjára merőlegesen helyezkednek el, az ekvatoriális hidrogénatomok közel a gyűrű síkjában találhatók.
A ciklohexánnak kétféle székalkata lehetséges, ezek (kádformán keresztül) átalakulhatnak egymásba. Az átalakulás neve: gyűrűátfordulás. A ciklohexán esetén a kétféle székforma egymástól nem megkülönböztethető, a kettő között csak annyi a különbség, hogy az eredetileg axiális helyzetben lévő hidrogénatomok ekvatoriális helyzetbe kerültek, és fordítva. A ciklohexán szubsztituált származékaiban, például a metilciklohexán esetén különbséget lehet tenni a kétféle konformer között. A különbség az, hogy egyikben a metilcsoport axiális, a másikban ekvatoriális térállású. A kettő közül az ekvatoriális helyzetű metilcsoportot tartalmazó változat sokkal stabilabb, a metilciklohexán 95%-a ilyen helyzetű metilcsoportot tartalmaz. Ennek az az oka, hogy axiális helyzetben a hidrogénatomok eleve is zsúfoltabbak, a hidrogénatomok metilcsoporttal való helyettesítése feszültséget okoz. A gyűrűátfordulás nagyon gyors, a két változat nem különíthető el egymástól.

## Stabilitásuk
A cikloalkánok relatív stabilitása az égéshők összehasonlításával jellemezhető. A normál alkánok égéshőadatai alapján megadható az egy CH2-csoportra eső átlagos égéshőérték. Ha ettől több hő szabadul fel egy cikloalkán égése során, akkor az a kérdéses vegyület kevésbé stabil voltára utal. Az adatokból következtetni lehet a gyűrűfeszültség nagyságára.
| cikloalkán      | égéshő (kJ/mol) | egy CH2 csoportra eső égéshő (kJ/mol) | gyűrűfeszültség (kJ/mol) |
| --------------- | --------------- | ------------------------------------- | ------------------------ |
| ciklopropán     | 2091            | 697,1                                 | 115,5                    |
| ciklobután      | 2744            | 686,2                                 | 110,5                    |
| ciklopentán     | 3320            | 664,0                                 | 27,2                     |
| ciklohexán      | 3952            | 658,6                                 | 0,0                      |
| cikloheptán     | 4636            | 662,3                                 | 26,4                     |
| ciklooktán      | 5309            | 663,6                                 | 40,2                     |
| ciklononán      | 5979            | 664,4                                 | 52,7                     |
| ciklodekán      | 6636            | 663,6                                 | 50,2                     |
| cikloundekán    | 7289            | 662,7                                 | 46,0                     |
| ciklododekán    | 7912            | 659,4                                 | 10,0                     |
| ciklotridekán   | 8581            | 660,2                                 | 21,8                     |
| ciklotetradekán | 9222            | 658,7                                 | 0,1                      |
| ciklopentadekán | 9885            | 659,0                                 | 6,3                      |
| n-alkán         | –               | 658,6                                 | –                        |

## Fizikai tulajdonságaik
A két legkisebb szénatomszámú monocikloalkán, a ciklopropán és a ciklobután szobahőmérsékleten gáz halmazállapotú. A homológ sor 5-13 tagú gyűrűt tartalmazó tagjai folyadékok, a ciklotetradekán (C14H28) és az annál nagyobb szénatomszámúak pedig szilárdak. Az oldhatóságuk az alkánokéhoz hasonló. Apoláris vegyületek, apoláris oldószerekben (benzolban, éterben, kloroformban) jól oldódnak, vízben oldhatatlanok.

## Kémiai tulajdonságaik
A ciklopropán nagyon reakcióképes vegyület, kémiai tulajdonságai inkább az alkénekre, mint az alkánokra emlékeztetnek. Brómmal nem szubsztitúciós, hanem addíciós reakcióba lép. A reakcióban a ciklopropán háromtagú gyűrűje felnyílik, nyílt láncú halogénezett alkánszármazék, 1,3-dibrómpropán keletkezik. (A ciklobután és a nála nagyobb gyűrűtagszámú cikloalkánok brómmal viszont szubsztitúciós reakcióba lépnek.) Hasonló módon, gyűrűfelnyílás mellett addícionál hidrogén-jodidot és katalitikusan aktivált hidrogént is, 1-jódpropán, illetve propán keletkezése közben. A cikloalkánok (a ciklopropán is) klórral az alkánokhoz hasonlóan szubsztitúciós reakcióba lépnek. A ciklohexán magas hőmérsékleten és katalizátor jelenlétében benzollá dehidrogénezhető. A ciklohexán oxidációjakor ciklohexanon keletkezik, amely fontos műanyagipari alapanyag.

## Előállításuk
Cikloalkánok előállíthatók telítetlen gyűrűs vagy aromás szénhidrogének hidrogénnel való telítésével. A ciklopentánt főként a kőolajban előforduló ciklopentadién, a ciklohexánt benzol, a dekalint naftalin hidrogénezésével állítják elő, a hidrogénezést katalizátor jelenlétében végzik. α,ω-dihalogénezett szénhidrogénekből is előállíthatók cikloalkánok Wurtz-szintézissel. A szintézist nátriummal végzik, a cikloalkán mellett nátrium-halogenid keletkezik. A ciklobutánt leggyakrabban ezzel a módszerrel állítják elő 1,4-dibróm-butánból. A ciklopropánt főként 1,3-diklórpropánból szintetizálják nátrium-jodid jelenlétben cinkkel, ez a reakció módosított Wurtz-szintézisnek tekinthető.

## Előfordulásuk, jelentőségük
A cikloalkánok a természetben főként a kőolajban fordulnak elő. A magas cikloparaffintartalmú kőolaj neve: nafténbázisú kőolaj. Az élő szervezetekben előforduló, biológiailag igen jelentős policikloalkán-származékok a szteroidok.